# Île de Miskan
L'île de Miskan (arabe : مسكان) est petite île inhabitée du golfe Persique à 24 km au large du Koweït au sud de l'île Bubiyan. Elle mesure environ 1,2 km de long pour 0,8 km de large, soit une superficie d'environ 0,75 km2. La distance entre les îles de Miskan et de Failaka au sud est d'environ 3,2 km. 
L'île est dépourvue de toute activité à l'exception d'un phare géré par Ibrahem Bu-Rashid, il vivait sur l'île avec sa famille pour guider les navires naviguant dans le golfe Persique de nuit.
Cette île est importante car elle constitue un maillon d'une chaîne, allant du nord au sud, d'îles le long du littoral de Koweït, ce qui permet au pays d'avoir une ligne de front défensive avancé par rapport au continent,.